# Hastings Kamuzu Banda
Hastings Kamuzu Banda (ur. prawdopodobnie 15 lutego lub 18 marca 1898, zm. 25 listopada 1997) – pierwszy prezydent Malawi.

## Życiorys
Data urodzin Bandy nie jest pewna – wskazuje się też na daty 1902 oraz 14 maja 1906 (data oficjalna).
Był chłopskim synem. Banda studiował medycynę w Stanach Zjednoczonych i Wielkiej Brytanii. W lipcu 1958 roku powrócił do ojczyzny, będącej wówczas protektoratem brytyjskim pod nazwą Nyasaland. W latach 1959–1960 więzień polityczny.
Po uzyskaniu przez Nyasaland autonomii w roku 1962, Banda został liderem ruchu niepodległościowego. 1 lutego 1963 roku objął urząd premiera. W roku 1964 Malawi uzyskało niepodległość. Banda został szefem dyplomacji, a w roku 1966 prezydentem. W roku 1971 obwołał się prezydentem dożywotnim, a jedyną legalną partią stała się jego Partia Kongresowa Malawi.
Rządy Bandy były autorytarne. Młodzieżowe bojówki Partii Kongresowej i policja polityczna dopuszczały się licznych aktów przemocy wobec jego przeciwników politycznych. Rozpętał też brutalne prześladowania Świadków Jehowy w Malawi trwające 26 lat. Kontrowersje budziło także nawiązanie przez Malawi stosunków dyplomatycznych z Południową Afryką prowadzącą wówczas politykę apartheidu. Wprowadził szczegółowe regulacje dotyczące dozwolonego ubioru, skierowane zarówno do obywateli, jak i turystów odwiedzających Malawi (np. kobietom nie wolno było nosić spodni, a mężczyznom długich włosów). Pozytywnymi efektami jego rządów były inwestycje w edukację, infrastrukturę i służbę zdrowia, a także działania na rzecz praw kobiet.
14 czerwca 1993 roku Banda rozpisał referendum w sprawie wprowadzenia systemu demokratycznego, zakończone zwycięstwem demokratów. Po wyborach z 17 maja 1994 przekazał urząd prezydenta demokratycznie wybranemu Bakili Muluzi. Sądzono go za zabójstwa polityczne. Zmarł w jednym z południowoafrykańskich szpitali.